# Bronowo (województwo podlaskie)
Bronowo – wieś w Polsce położona w województwie podlaskim, w powiecie łomżyńskim, w gminie Wizna.
Przez miejscowość przepływa niewielka rzeka Łojewek, dopływ Narwi.
W miejscowości znajduje się kościół (zbud. 1998/99) parafialny, parafii Najświętszego Serca Jezusowego. W strukturze kościoła rzymskokatolickiego parafia należy do metropolii białostockiej, diecezji łomżyńskiej, dekanatu Piątnica.

## Historia
Wieś królewska Brunowo położona była w drugiej połowie XVI wieku w powiecie wiskim ziemi wiskiej województwa mazowieckiego.
W latach 1921–1939 wieś leżała w województwie białostockim, w powiecie łomżyńskim, w gminie Bożejewo.
Według Powszechnego Spisu Ludności z 1921 roku wieś zamieszkiwały 992 osoby, 972 było wyznania rzymskokatolickiego, 11 ewangelickiego, 1 greckokatolickiego a 8 mojżeszowego. Jednocześnie 982 mieszkańców zadeklarowało polską przynależność narodową, 8 żydowską a 2 inną. Było tu 158 budynków mieszkalnych. Miejscowość należała do parafii rzymskokatolickiej w Wiźnie. Podlegała pod Sąd Grodzki i Okręgowy w Łomży; właściwy urząd pocztowy mieścił się w Wiźnie.
W 1929 r. był tu młyn i sklep spożywczy.
W wyniku napaści ZSRR na Polskę we wrześniu 1939 miejscowość znalazła się pod okupacją sowiecką. 2 listopada została włączona do Białoruskiej SRR. 4 grudnia 1939 włączona do nowo utworzonego obwodu białostockiego. Od czerwca 1941 roku pod okupacją niemiecką. Od 22 lipca 1941 r. do wyzwolenia włączona w skład okręgu białostockiego III Rzeszy.
W latach 1954–1958 wieś należała i była siedzibą władz gromady Bronowo, po jej zniesieniu w gromadzie Wizna. W latach 1975–1998 miejscowość należała administracyjnie do województwa łomżyńskiego.
Znajdujący się w Bronowie most służył za scenę w filmach "Wołyń" i "Konopielka". 11 czerwca 2023 nastąpił pożar dotychczasowej konstrukcji drewnianej z 1985 i w konsekwencji jego zamknięcie. 22 marca 2025 nastąpiło otwarcie nowej przeprawy, wykonanej w technologii kompozytowej i posiadającej parametry użytkowe: długość - 150 metrów, szerokość - 5 metrów, nośność - 40 ton, nośność użytkowa - 16 ton. 

## Urodzeni w Bronowie
- Stanisław Cieślewski – dowódca odtwarzanego w konspiracji 33 pułku piechoty AK.
- Celina Grabowska – muzealniczka i nauczycielka.
- Tola Mankiewiczówna, przedwojenna aktorka i piosenkarka